# Real CD España
Real Club Deportivo España – honduraski klub piłkarski z siedzibą w mieście San Pedro Sula, stolicy departamentu Cortés. Występuje w rozgrywkach Liga Nacional. Domowe mecze rozgrywa na obiekcie Estadio Francisco Morazán.

## Osiągnięcia

### Krajowe
- Liga Nacional

| zwycięstwo (12):     | 1974, 1975, 1976, 1980, 1988, 1990, 1993, 2003 (A), 2007 (C), 2010 (A), 2013 (A), 2017 (A)                     |
| drugie miejsce (14): | 1977, 1978, 1986, 1989, 1991, 1995, 1997 (A), 1999, 2008 (A), 2009 (C), 2011 (A), 2021 (A), 2022 (C), 2025 (C) |

- Copa de Honduras

| zwycięstwo (2):     | 1972, 1992       |
| drugie miejsce (3): | 1968, 2016, 2018 |

### Międzynarodowe
- Puchar Zdobywców Pucharów CONCACAF

| zwycięstwo (0):     | –    |
| drugie miejsce (1): | 1993 |

- Copa Interclubes UNCAF

| zwycięstwo (2):     | 1981, 1982 |
| drugie miejsce (1): | 1979       |

## Historia
Real España założony został 14 lipca 1929. Podczas wizyty w Hondurasie król Hiszpanii Juan Carlos I nadał klubowi status klubu królewskiego – stąd Real w nazwie klubu. Klub do dziś jest jedynym klubem niehiszpańskim, który otrzymał od króla Hiszpanii status klubu królewskiego. Real España należy do największych i najbardziej popularnych klubów w Hondurasie. Klub znany jest także poza granicami swego kraju.

### Znani piłkarze w historii klubu
- Anthony Costly
- Camilo Bonilla
- Carlos Pavón
- Gilberto Yearwood
- Jaime Villegas
- Jimmy Bailey
- Jimmy Steward
- José Cardona
- Juan Carlos Espinoza
- Julio Cesar Arzú
- Luis Cruz
- Marco Anariba
- Milton Núñez
- Milton Flores
- Mauricio Álvarez
- Nahúm Espinoza
- Luis Cálix

## Aktualny skład
Stan na 1 października 2023.
| Nr | Poz. | Piłkarz         |
| -- | ---- | --------------- |
| 1  | BR   | Michael Perelló |
| 2  | OB   | Getsel Montes   |
| 4  | OB   | Arnaldo Urbina  |
| 5  | OB   | Franklin Flores |
| 6  | OB   | Devron García   |
| 7  | PO   | Michael Pérez   |
| 8  | NA   | Óscar Rai Villa |
| 10 | PO   | Jhow Benavídez  |
| 11 | NA   | Darixon Vuelto  |
| 12 | NA   | Ian Mejía       |
| 13 | PO   | Mayron Flores   |
| 15 | OB   | Dixon Ramírez   |
| 16 | OB   | Wisdom Quaye    |
| 17 | OB   | Elison Rivas    |
| 19 | NA   | Ramiro Rocca    |

| Nr | Poz. | Piłkarz              |
| -- | ---- | -------------------- |
| 20 | NA   | Daniel Carter        |
| 22 | BR   | Luis López (kapitan) |
| 23 | NA   | Juan Vieyra          |
| 26 | NA   | Marco Aceituno       |
| 28 | OB   | Carlos Mejía         |
| 34 | PO   | Christopher Pike     |
| 36 | PO   | Roberto Osorto       |
| 37 | OB   | Mayson Velásquez     |
| 39 | NA   | Exon Arzú            |
| 44 | OB   | Anfronit Tatum       |
| 51 | BR   | Bryan Ramos          |
| 55 | NA   | Eduardo Urbina       |
| 56 | OB   | Darlin Mencía        |
| 59 | PO   | Miguel Carrasco      |
| 65 | BR   | Onan Rodríguez       |